# Aguateca
Aguateca é um sítio arqueológico Maia localizado próximo Laguna Petexbatún, no departamento de El Petén, no norte da Guatemala. Os primeiros assentamentos em Aguateca datam do período Pré-clássico tardio (300 a.C. - 350 d.C.). O centro do local foi ocupado aproximadamente em 200 a.C. até aproximadamente 800 d.C., quando a cidade foi atacada e saqueada. A escavação horizontal das residências reservadas a elite revelou atividades antigas dessa elite no local e áreas de produção de artesanato a nível doméstico. Aguateca fica em cima de uma alta falésia de calcário de 90 metros de altura, criando uma posição altamente defensável. Há um extenso sistema de muros defensivos que circunda a cidade, atingindo mais de 4,8 km de comprimento. Seu centro consistia no Grupo Palaciano, que provavelmente era o complexo residencial real, e na Praça Principal. Esses complexos monumentais eram conectados por uma calçada, ao longo da qual existia uma área residencial densamente ocupada pela elite. Durante o reinado de Tan Te' K'inich a cidade foi invadida e queimada. A cidade foi completamente abandonada por volta das 830 d.C.. Um templo de 6 metros de altura no local foi deixado inacabado, o centro da cidade foi destruído pelo fogo, objetos de valor foram deixados espalhados em residências de elite, e cerâmicas foram deixadas em suas posições domésticas originais, que demonstram o súbito abandono da cidade. As ruínas de Aguateca são consideradas uma das mais bem preservadas da Guatemala.

## Desenvolvimento inicial
Aguateca e a cidade vizinha Dos Pilas eram as capitais gêmeas de uma poderosa dinastia que alegava descender dos governantes de Tikal. Por volta de 700 d.C., o 3º e o 4 º governantes de Dos Pilas resolveram por mudar a capital da dinastia de Dos Pilas para Aguateca, como pode ser determinado a partir de estelas e monumentos. Em 761 d.C., os governantes de Dos Pilas concluíram a mudança para Aguateca, abandonando sua cidade. Aguateca tornou-se uma cidade grande e densamente povoada, com maior densidade de estruturas do que a maioria dos outros locais da planície maia. É possível que a população de Aguateca tenha migrado da região do Rio La Pasión, mas é provável que também tenha havido um grande afluxo de população de outras regiões. O afluxo de pessoas foi provavelmente resultado da influência política da dinastia. O desenvolvimento de um novo centro requer uma força de trabalho substancial para construir templos, palácios e calçadas. Para a família real e as elites, era essencial garantir uma população controlável.

## Estruturas e sociedade
Os complexos estruturais deste antigo sítio maia, forneceram aos arqueólogos informações valiosas sobre a composição social de Aguateca. Isso inclui o significado e o papel das diferentes classes sociais, sua colocação na sociedade e suas rotinas diárias. Além disso, as famílias, como unidades socioeconômicas mais básicas, interagiam dinamicamente com instituições sociais, econômicas e políticas maiores. O exame desses aspectos em Aguateca é fundamental para a compreensão de vários aspectos das sociedades e do comportamento humano.

### As Famílias de elite e seu estilo de vida
Na maioria das sociedades tradicionais, como a de Aguateca, o que chamamos de privado e público se fundem inseparavelmente, em contraste com as sociedades modernas, nas quais a divisão entre "casa" e "trabalho" é relativamente comum. As casas na área residencial de elite de Aguateca geralmente consistiam de três cômodos principais e anexos menores. Estes incluíam vários objetos domésticos, como vasos de servir, pedras de amolar e uma variedade de ferramentas de pedra. Lâminas de obsidiana, provavelmente usadas para sangrias, também foram encontradas, bem como argamassas de pedra para reparação de pigmentos. As salas centrais parecem ter servido como locais para receber visitantes, realizar trabalhos de escriba e armazenar objetos rituais, bem como alimentos. A presença de mão de mó e pedra de moer em uma das principais salas desses complexos também indica que a preparação de alimentos ocorria ali. Além disso, encontraram sete agulhas de osso e sete espirais de fuso em uma das salas. Isso sugere que a produção têxtil ocorria dentro ou em frente a esta sala, provavelmente uma tarefa realizada por mulheres. Os moradores de uma estrutura de elite conduziam claramente uma ampla gama de atividades mundanas, incluindo o armazenamento, preparação e consumo de alimentos. Como observado, essas residências também eram espaços para encontros políticos e produção artística. Um residente do sexo masculino pode ter usado a sala central para reuniões e uma das salas laterais para trabalhos artísticos e de escribas, enquanto a outra sala provavelmente estava associada à mulher. Cada residência era multifuncional e não foram encontradas estruturas dedicadas exclusivamente ao armazenamento de alimentos nos grupos residenciais de elite ou no palácio real. Isso indica que o armazenamento de alimentos não era centralizado ou controlado. Por causa disso, as diferenças na capacidade de armazenamento de alimentos e no processamento de alimentos podem refletir diferenças no tamanho da família ou mesmo diferenças na situação econômica e no acesso às fontes. Um homem da elite maia poderia ter realizado várias atividades, como rachar pedras, esculpir madeira, concha ou osso, bem como deveres administrativos, diplomáticos e rituais dentro e fora da residência. Uma mulher maia de elite poderia se engajadar em diferentes tipos de criação artística e produção artesanal, além de outras atividades domésticas. Homens e mulheres da elite clássica possuíam múltiplas identidades e papéis sociais.

### Praça principal

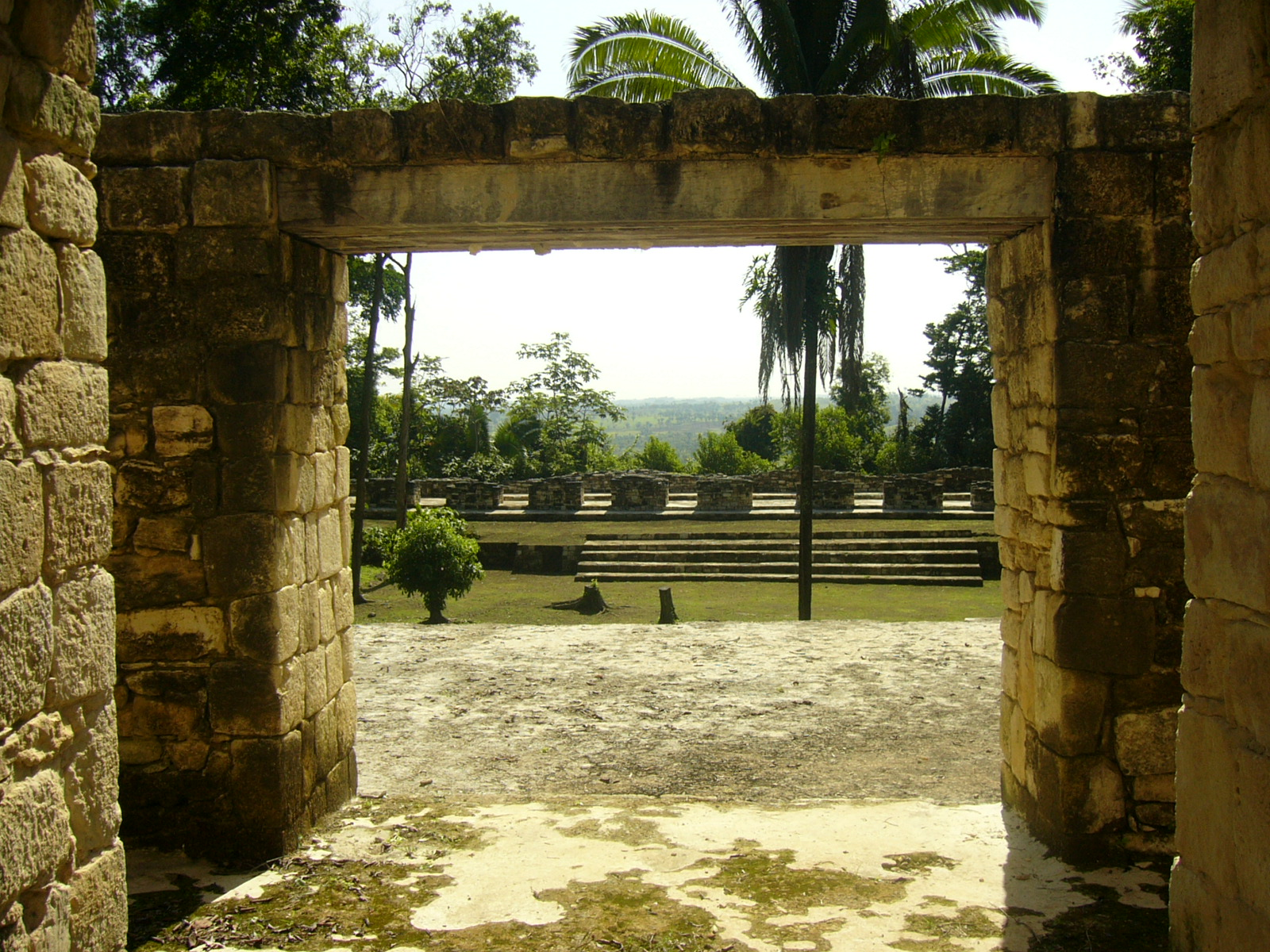
Plaza de Aguateca vista do Palácio

No período Clássico maia enfatizava fortemente a performance teatral e a visibilidade dos governantes. A grande praça de Aguateca, como a de outros centros maias clássicos, foi projetada para acomodar um grande número de pessoas. Essas praças abrigavam a maioria dos membros da comunidade em ocasiões cerimoniais. Os moradores fizeram um esforço significativo para garantir espaços para espetáculos de massa, criando praças fora das áreas centrais e construindo grandes calçadas. Representações proeminentes de governantes em monumentos de pedra também foram colocadas nas praças. Eventos teatrais provavelmente reuniam uma comunidade maia em torno do governante e da corte real. A presença de praças de tamanhos variados sugere que os eventos teatrais também dividiam a comunidade, separando aqueles que tinham permissão para participar de performances exclusivas dos mais privilegiados.

### Construção do templo e plebeus
Uma estrutura descoberta foi identificada como um templo inacabado. Acredita-se que ainda estava em construção quando foi atacada e abandonada no início do século IX. Sua descoberta forneceu informações valiosas sobre os métodos e processos de construção Maia, bem como a probabilidade de especialização. É possível que a mão-de-obra da construção tenha se organizado em diferentes grupos, como trabalhadores carregando pedras para o local, pedreiros extraindo blocos para pedra lavrada, pedreiros ou estucadores pondo pedras com argamassa e escultores de pedra esculpindo monumentos. Todas essas pessoas trabalhavam lado a lado, e arquitetos ou supervisores de elite provavelmente coordenavam as tarefas de vários trabalhadores.

## Rituais no abismo principal

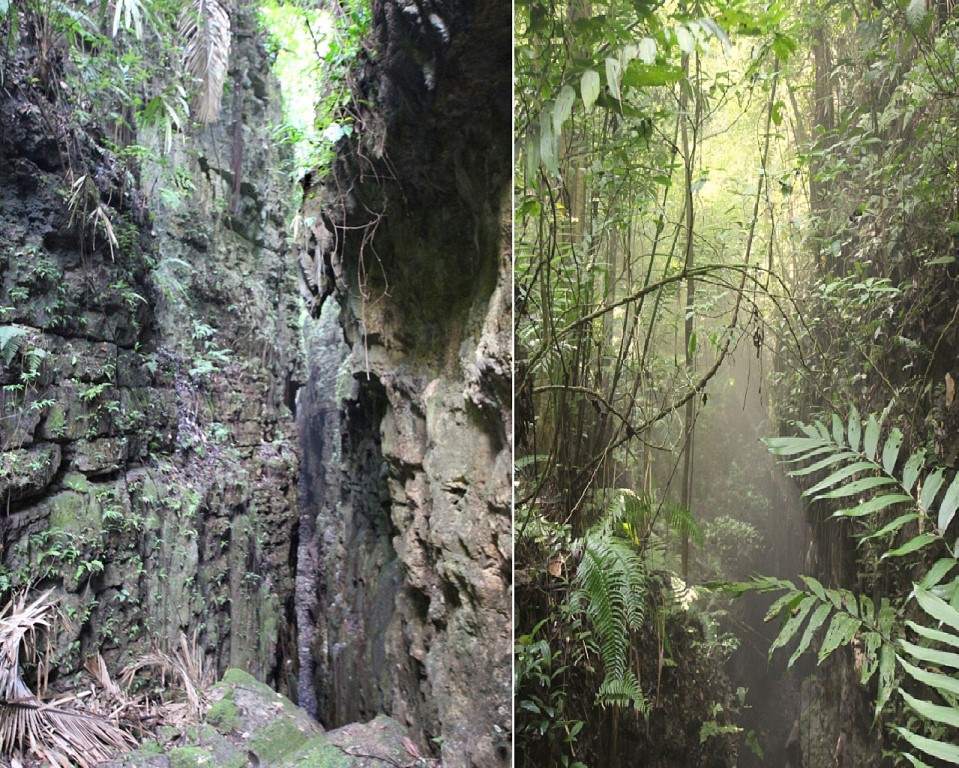
Duas vistas da longa encosta íngreme do abismo principal

O Abismo Principal é um carste de calcário no formato de uma profunda fratura naturalmente formada que corre de nordeste para sudoeste no sítio de Aguateca. Mede aproximadamente 850 m de comprimento, 10 a 70 m de profundidade e 1,5 a 15 m de largura. Incorporando a concepção maia de caverna na montanha, tem fortes evidências de uma variedade de práticas rituais. Isso sugere que abismos, assim como cavernas, representam lugares cosmológicos e religiosos potentes onde espíritos ancestrais e sobrenaturais podem ser alcançados. As feições e fenômenos naturais observados no Abismo Principal de Aguateca fornecem uma janela para a complexa manipulação das propriedades transformadoras dos elementos e seu significado. Em Aguateca, no interior da terra onde o vento sopra nuvens sobre o morro das profundezas do abismo, tocavam-se instrumentos de sopro e queimavam-se fogueiras. É possível que nessas fogueiras contivessem incenso de copal que formaria uma fumaça preta que lembraria nuvens de chuva, com a esperança de trazer chuva. Notavelmente, dois dos elementos ar (vento) e água (chuva) estão intrinsecamente ligados de acordo com as crenças maias. A água, como um elemento duradouro da vida, materializou-se na forma de cerimônias de chuva, repletas de significados que variavam de chuva suficiente a prosperidade e poder dinásticos. O glifo toponímico de Aguateca representa o abismo.

## Destruição e abandono
Embora conflitos entre grupos, mudanças climáticas e degradação ambiental tenham começado a causar agitação social no final do reinado de Aguateca, a destruição final do centro foi resultado da guerra. Por volta de 800 d.C. Aguateca parece ter sido atacada por inimigos. Uma série de muralhas defensivas que foram construídas às pressas no final do período clássico tardio. Essa foi provavelmente uma resposta à escalada da guerra na região. A área residencial de elite perto do palácio real foi incendiada e os moradores fugiram ou foram levados, deixando a maior parte de seus pertences para trás. O exército atacante não se estabeleceu no palácio e logo toda a cidade foi abandonada. Estruturas elaboradamente construídas, como o Grupo do Palácio, continham bens altamente valiosos, como contas de jade, alabastro esculpido e ornamentação de conchas. Isso reforça ainda mais a conclusão de que a cidade foi abandonada rapidamente. Escavações no Grupo do Palácio sugerem que a família real evacuou o centro antes do ataque e previa o retorno, mas parece que membros da elite permaneceram. Áreas fora do centro foram abandonadas gradativamente, provavelmente logo após a destruição da cidade. Os habitantes dessas áreas levaram a maior parte de seus pertences para suas próximas residências. Por causa do padrão de destruição e abandono, é provável que a elite governante de Aguateca tenha sido o foco principal da batalha. Os inimigos pretendiam acabar com Aguateca como potência política e econômica e conseguiram. Momentos da vida clássica dos maias foram congelados nos ricos conjuntos de objetos deixados em estruturas queimadas. Isso fornece informações sobre atividades domésticas, organização doméstica e interações políticas dos Maias Clássicos em Aguateca.